# Leptotarsus (Tanypremnella) microcerus
Leptotarsus (Tanypremnella) microcerus is een tweevleugelige uit de familie langpootmuggen (Tipulidae). De soort komt voor in het Neotropisch gebied.